# Муравьище (Костромская область)
Муравьище — село в Берёзовском сельском поселении Галичского района Костромской области России.

## География
Село расположено на берегу реки Шача.

## История
Согласно Спискам населенных мест Российской империи в 1872 году село относилось к 1 стану Чухломского уезда Костромской губернии. В нём числилось 6 дворов, проживало 13 мужчин и 16 женщин. В селе располагалось Муравьищенское волостное правление, имелась православная церковь, проводились две ярмарки в год.
Согласно переписи населения 1897 года в селе проживало 29 человек (8 мужчин и 21 женщина).
Согласно Списку населенных мест Костромской губернии в 1907 году село относилось к Муравьищенской волости Чухломского уезда Костромской губернии. По сведениям волостного правления за 1907 год в нём числилось 7 крестьянских дворов и 25 жителей.
До муниципальной реформы 2010 года село являлось административным центром Муравьищенского сельского поселения. По состоянию на 1 января 2014 года в селе числилось 26 хозяйств, проживало 66 человек.

## Население
| 2008 | 2010 | 2012 | 2014 |
| ---- | ---- | ---- | ---- |
| 77   | ↘64  | ↗70  | ↘68  |